# Кульжинське
Кульжи́нське (каз. Құлжа) — село у складі Єнбекшиказахського району Алматинської області Казахстану. Входить до складу Ташкенсазького сільського округу.
У радянські часи село називалось Ніяз або Кульжинський.
Населення — 415 осіб (2021; 396 у 2009, 362 у 1999, 396 у 1989).